# 约翰·巴赫
约翰·威廉·巴赫（英語：John William Bach，1924年7月10日—2016年1月18日），美国NBA联盟前职业篮球运动员。